# Tschulpan Nailjewna Chamatowa

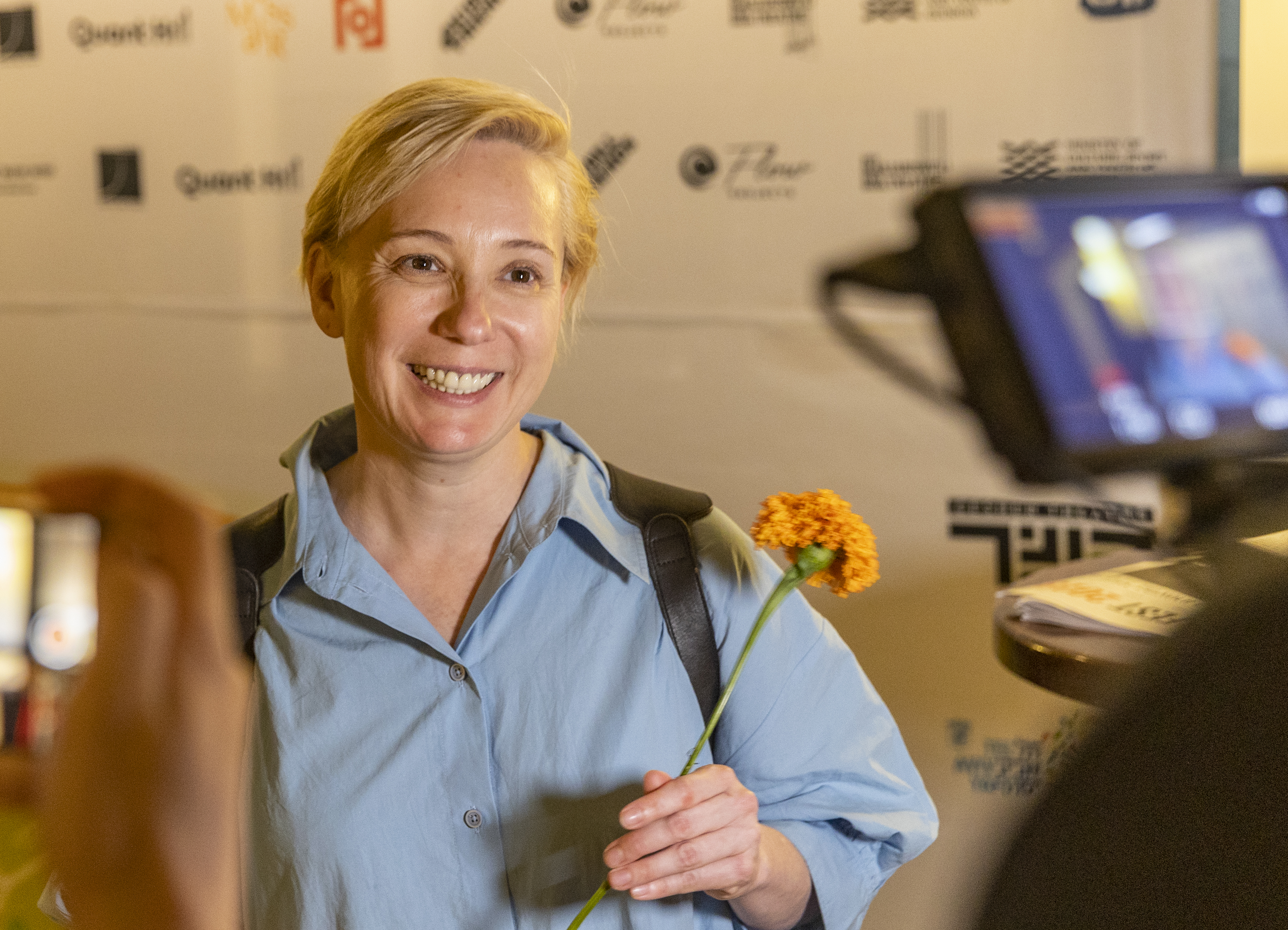
Tschulpan Chamatowa (2023)

Tschulpan Nailjewna Chamatowa (russisch Чулпа́н Наильевна Хама́това [tʃul̴ˈpan nɐˈilʲjɪvnɐ xɐˈmatɐvɐ]; wissenschaftliche Transliteration Čulpan Nailjevna Chamatova, englisch: Chulpan Khamatova, tatarisch: Чулпан Наил кызы Хаматова / Çulpan Nail qızı Xamatova; * 1. Oktober 1975 in Kasan, Tatarische ASSR, Sowjetunion) ist eine russische Schauspielerin tatarischer Herkunft.

## Leben
Chamatowa begann ein Studium der Mathematik und der Wirtschaftswissenschaften an der Universität Kasan, bevor sie an die Kasaner Theaterhochschule wechselte. Von dort aus ging sie an die staatliche Theaterhochschule (GITIS) in Moskau, an der sie 1998 unter dem renommierten Theaterregisseur Alexei Borodin (* 1941) ihr Schauspielstudium abschloss. Chamatowa startete ihre Karriere mit mehreren Rollen an verschiedenen Moskauer Theatern und nahm 1997 erstmals eine Filmrolle in dem russischen Kinofilm Wremja Tanzora („Die Zeit des Tänzers“) an.
Durch den Film Luna Papa von Bachtijor Chudoinasarow, in dem auch Moritz Bleibtreu mitspielte, kam sie in Kontakt zur deutschen Filmszene. Seit ihrer Rolle in Tuvalu arbeitet sie für Kino- und Fernsehproduktionen auch häufig in Deutschland. Für ihre Rolle in diesen beiden Filmen wurde sie auch auf internationalen Filmfesten ausgezeichnet. Der international erfolgreichste Film, in dem sie mitgespielt hat, war Good Bye, Lenin!, in dem sie Lara, die Freundin des Protagonisten Alexander (gespielt von Daniel Brühl), verkörperte. Sie übernahm eine Hauptrolle in einer Folge des Tatorts aus Münster: Der doppelte Lott (2005).
Ihre Berufung bleibt aber das Theaterspiel, bevorzugt am Sowremennik-Theater in Moskau.
Chamatowa war Jurymitglied des FilmFestival Cottbus – Festival des osteuropäischen Films 2003 und der Filmfestspiele von Venedig 2006.
2005 initiierte sie mit Dina Korsun ein seitdem alljährlich stattfindendes Benefizkonzert „Podari schisn“ (Schenke das Leben) für die Therapie von Kindern mit onkologischen Erkrankungen, 2006 gründeten die beiden Schauspielerinnen die gleichnamige Stiftung, die Gelder für krebskranke Kinder sammelt. Chamatowa übernahm die Leitung der Stiftung. 2008 wurde sie in die Gesellschaftliche Kammer Russlands berufen, sie gehörte ihr bis 2010 an. 2012 wurde sie als Volkskünstlerin Russlands ausgezeichnet.
Von 1995 bis 2002 war sie mit dem Schauspieler Iwan Wolkow verheiratet. Sie hat aus ihren drei Ehen drei Töchter.
Chamatowa konvertierte in ihrer Jugend zum russisch-orthodoxen Christentum. Sie spricht Russisch, Englisch und Deutsch, beherrscht jedoch kein Tatarisch.
Bei der Eröffnungsfeier der Olympischen Winterspiele 2014 in Sotschi war sie eine der acht Olympischen Flaggenträger.
In der 2020 ausgestrahlten Fernsehserie Suleika öffnet die Augen über die Repression der Tataren in der Sowjetunion während der Stalin-Zeit übernahm sie die Titelrolle. Sie zog damit Kritik sowohl russischer als auch tatarischer Nationalisten auf sich, die die Geschichte durch die Serie verfälscht dargestellt sahen.

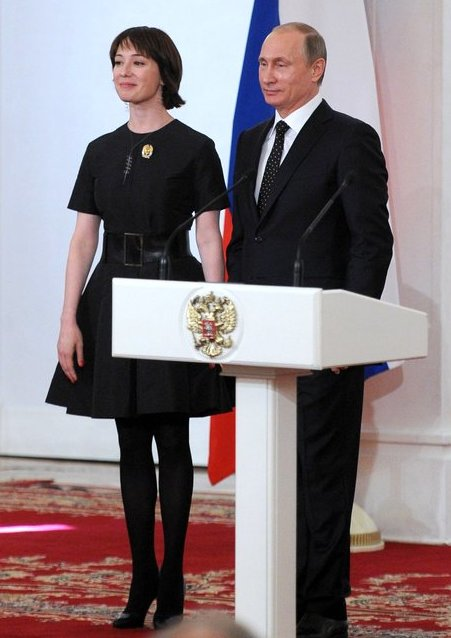
Chamatowa mit Wladimir Putin bei der Verleihung des Staatspreises 2015

Im Februar 2022 unterzeichnete Tschulpan Chamatowa einen Appell mehrerer Dutzend russischer Künstler und Schriftsteller, in dem der Überfall der russischen Streitkräfte auf die Ukraine als „Schande“ bezeichnet und ein sofortiges Ende der Kämpfe gefordert wurde. Ihre Unterstützung Putins in dessen Wahlkampf 2012 bezeichnete sie als Fehler.
Am 20. März 2022 befand sie sich in Riga und hatte nicht vor, nach Russland zurückzukehren, weil sie das nicht ohne Angst tun könnte. Seit April 2022 ist sie Ensemblemitglied des Jaunais Rīgas teātris.

## Wichtige Theaterarbeiten
- „Fanta-Infanta“ (1995) von Sergei Prochanow – Rolle: Fanta
- „Posa Emigranta / Die Emigrantenstellung“ (1996) von Hanna Slutski – Rolle: Katja
- „Dnewnik Anny Frank / Das Tagebuch der Anne Frank“ (1996) nach dem Bühnenstück von Frances Goodrich und Albert Hackett – Rolle: Anne Frank
- „Tschestwowanije / Tribute“ (1997) von Bernard Slade – Rolle: Sally
- „Tri Towarischtscha / Drei Kameraden“ (1999) nach dem Roman von Erich Maria Remarque – Rolle: Patricia Hollmann
- „Sylvia“ (2000) von Albert Ramsdell Gurney – Rolle: Hund
- „Tri sestri / Drei Schwestern“ (2001) nach einem Drama von Anton Tschechow – Rolle: Irina
- „MamaPapaSynSobaka / MutterVaterSohnHund“ (2003) von Biljana Srbljanović – Rolle: Andrija
- „Was ihr wollt“ (2003) nach William Shakespeare – Rolle: Viola/Cesario
- „Grosa / Das Gewitter“ (2004) von Alexander Ostrowski – Rolle: Katja
- „Golaja Pionerka / Die nackte Pionierin“ (2005) von Michail Kononow – Rolle: Mascha Muchina
- „Antoni i Kleopatra. Wersija / Antonius und Kleopatra. Version“ (2006) nach William Shakespeare – Rolle: Kleopatra
- „Miss Julie / Фрекен Жюли“ (2011) nach August Strindberg – Rolle: Fräulein Julie
- „Post Scriptum“ (2021/2022) von Alvis Hermanis und Tschulpan Chamatowa am Neuen Theater Riga (Jaunais Rīgas teātris), Einpersonenstück

## Filmografie
- 1998: Das alte Lied (Starye pesni o glavnom 3, Fernsehfilm)
- 1998: Die Zeit des Tänzers (Vremja Tanzora)
- 1998: Das Land der Gehörlosen (Strana Gluchich)
- 1999: Luna Papa (Lunnyj Papa)
- 1999: Tuvalu
- 2000: Ja wam bolsche ne werju / Ich glaube dir nicht mehr
- 2000: Weihnachtsabenteuer (Roschdestwenskaja Misterija)
- 2000: England!
- 2000: Vasilisa
- 2001: Lwinaja dolja / Operation of the condemned
- 2001: Viktor Vogel – Commercial Man
- 2003: Good Bye, Lenin!
- 2003: Dressirovshchitsa kurits / Hen Trainer (Kurzfilm)
- 2004: Hurensohn
- 2004: 72 Meter unter dem Wasser (72 metra)
- 2004: Die Kinder vom Arbat (Deti Arbata)
- 2005: Der Fall Kukozki (Kasus Kukozkowo, Fernsehserie, 12 Folgen)
- 2005: Gibel imperii (Fernsehserie, 10 Folgen)
- 2005: Als der Fußball nach Russland kam (Garpastum)
- 2005: Gretscheskije Kanikuly / Greek Holidays
- 2005: Tatort: Der doppelte Lott (Fernsehserie)
- 2006: Eine Liebe in Königsberg
- 2006: Doktor Schiwago (Fernsehserie, 2 Folgen)
- 2006: Der Schwertträger (Metschenosez)
- 2006: Midsummer Madness
- 2006: Auslassungszeichen (Mnogototschie)
- 2007: Das Ereignis (Sobytija)
- 2007: The Rainbowmaker
- 2008: Domowoi / The Ghost
- 2008: Papiersoldat (Bumazhnyy soldat)
- 2008: Pro Fedota-streltsa, udalogo molodtsa (nur Stimme)
- 2009: Iwan Grosnij (Fernsehserie)
- 2009: Schläft ein Lied in allen Dingen
- 2009: Sobytie
- 2010: Das Haus der Sonne (Dom solnza)
- 2010: Elizium
- 2010: Bashnya (Fernsehserie)
- 2010: América
- 2011: Katya (Kurzfilm)
- 2011: Iz Tokio (Kurzfilm)
- 2011: Dostojewski (Fernsehserie, 7 Folgen)
- 2012: Das Kindermädchen (Fernsehfilm)
- 2012: Khleb dlya Stalina. Istorii raskulachennykh (Fernsehfilm)
- 2013: Garegin Nzhdeh
- 2013: Studiya 17 (Fernsehserie)
- 2013: Pepel (Fernsehserie, 5 Folgen)
- 2014: Foreign Body (Obce cialo)
- 2015: Pod elektricheskimi oblakami
- 2015: Anya (Kurzfilm, nur Stimme)
- 2015: The Puppet Syndrome (Sindrom Petrushki)
- 2015: Rayskie kushchi
- 2018: Nurejew – The White Crow (The White Crow)
- 2018: Vom Lokführer, der die Liebe suchte… (The Bra)
- 2019: Odesskiy parokhod
- 2020: Zuleikha otkrivaet glaza (Fernsehserie, 8 Folgen)
- 2020: Doktor Lisa
- 2021: Petrov’s Flu
- 2024: Quiet Life